# Thế vận hội Mùa đông 1984
Thế vận hội Mùa đông 1984, hay Thế vận hội Mùa đông XIV, được tổ chức từ 8 tháng 2 đến 19 tháng 2 năm 1984 tại Sarajevo, Nam Tư (nay thuộc Bosnia và Herzegovina). Tất cả có 49 quốc gia tham dự.

## Các quốc gia tham dự
| - Andorra (2) - Argentina (18) - Úc (10) - Áo (65) - Bỉ (4) - Bolivia (3) - Quần đảo Virgin thuộc Anh (1) - Bulgaria (16) - Canada (67) - Chile (4) - Trung Quốc (37) - Costa Rica (4) - Síp (5) |  | - Tiệp Khắc (50) - Ai Cập (1) - Phần Lan (45) - Pháp (32) - Đông Đức (57) - Tây Đức (84) - Anh Quốc (30) - Hy Lạp (6) - Hungary (9) - Iceland (5) - Ý (74) - Nhật Bản (39) |  | - CHDCND Triều Tiên (6) - Hàn Quốc (15) - Liban (4) - Liechtenstein (10) - México (1) - Monaco (1) - Mông Cổ (4) - Maroc (4) - Hà Lan (13) - New Zealand (6) - Na Uy (58) - Ba Lan (30) |  | - Puerto Rico (1) - România (19) - San Marino (3) - Sénégal (1) - Liên Xô (99) - Tây Ban Nha (13) - Thụy Điển (60) - Thụy Sĩ (42) - Đài Bắc Trung Hoa (12) - Thổ Nhĩ Kỳ (7) - Hoa Kỳ (107) - Nam Tư (71) |  |

## Môn thi đấu
| - Trượt tuyết đổ đèo - Hai môn phối hợp - Xe trượt lòng máng (bobsleigh) - Trượt tuyết băng đồng (cross-country skiing) - Trượt băng nghệ thuật (figure skating) | - Khúc côn cầu (hockey) - Luge - Trượt tuyết Bắc Âu - Trượt tuyết nhảy xa - Trượt băng tốc độ (speed skating) |

## Bảng tổng sắp huy chương
| 1  | Đông Đức (GDR)  | 9 | 9  | 6 | 24 |
| 2  | Liên Xô (URS)   | 6 | 10 | 9 | 25 |
| 3  | Hoa Kỳ (USA)    | 4 | 4  | 0 | 8  |
| 4  | Phần Lan (FIN)  | 4 | 3  | 6 | 13 |
| 5  | Thụy Điển (SWE) | 4 | 2  | 2 | 8  |
| 6  | Na Uy (NOR)     | 3 | 2  | 4 | 9  |
| 7  | Thụy Sĩ (SUI)   | 2 | 2  | 1 | 5  |
| 8  | Canada (CAN)    | 2 | 1  | 1 | 4  |
| 8  | Tây Đức (FRG)   | 2 | 1  | 1 | 4  |
| 10 | Ý (ITA)         | 2 | 0  | 0 | 2  |
| 14 | Nam Tư (YUG)    | 0 | 1  | 0 | 1  |